# 統監府法務院官制
統監府法務院官制（とうかんふほうむいんかんせい）（明治39年勅令第164号）は、大日本帝国が保護国とした大韓帝国において裁判事務を行う統監府法務院を統監府に設置するために定められた勅令である。1906年（明治39年）6月26日に公布され、同月27日に施行された。その後、統監府裁判所令（明治42年10月18日勅令第236号）附則28条2項の規定によって、1909年（明治42年）10月31日をもって廃止された。

## 概要
- 統監府に法務院を置く（1条）。
- 統監府法務院は、統監の管理に属し、韓国における司法事務を掌る（2条）。
- 統監府法務院に、次の職員を置く（3条）。
  - 院長
  - 評定官 - 専任、4人、奏任官（うち1人を勅任官とする。）
  - 検察官 - 専任、1人、奏任官
  - 書記 - 専任、5人、判任官
- 法務院長は、勅任評定官をもって充てる。統監に属し、院務を総理する（4条）。
- 法務院長は、司法事務に関しては、理事官を指揮監督する（5条）。
- 評定官は、司法事務を管掌する（6条1項）。法務院長に事故があるときは、上席の評定官が臨時にその職務を代理する（同条2項）。
- 検察官は、法務院長の命を受け、検察及び監獄に関する事務を掌る（7条）。
- 書記は、上官の指揮を受け、院務に従事する（8条）。